# 河南省教育厅
河南省教育厅是中华人民共和国河南省人民政府主管省内教育事业的组成部门，与中共河南省委高等学校工作委员会合署办公。河南省教育厅的职能包括贯彻实施国家教育工作方针、政策，起草有关教育的地方性法规、规章草案，制定全省教育改革与发展战略和教育事业发展规划及年度计划，拟定教育体制改革的政策，并负责指导、协调、督促实施。

## 机构沿革
河南省教育厅设立于1949年5月10日，1950年9月改为“河南省文化教育厅”，1952年8月，文化、教育分设，又改回省教育厅。文化大革命期间省教育厅基本瘫痪，1972年设河南省教育局，1979年9月又改称河南省教育厅。1986年2月，省教育厅撤销，改设“河南省教育委员会”。2000年8月，省教育委员会又改为省教育厅。

## 机构设置
河南省教育厅下设以下机构：

### 内设机构
- 秘书处
- 政策法规处
- 组织干部处
- 发展规划处
- 基础教育处
- 高等教育处
- 科学技术处
- 学生工作处
- 教育督导办公室
- 学位管理与研究生教育处
- 党风行风建设工作办公室
- 离退休干部工作处
- 办公室
- 人事处
- 思想政治工作处
- 财务处
- 职业教育与成人教育处
- 教师教育处
- 对外合作与交流处
- 体育卫生艺术教育处
- 社会科学研究与语言文字应用管理处
- 安全管理处
- 机关党委
- 省纪委监委驻省教育厅纪检监察组

### 直属单位
- 河南省教育考试院
- 河南省教育资源保障中心
- 河南省教育科学规划与评估院
- 河南省基础教育课程与教学发展中心
- 河南省学生资助中心
- 河南省教育考试命题与评价中心
- 河南教育报刊社

### 直属学校
以下学校为河南省教育厅直属：

#### 直属实验学校
- 河南省实验中学
- 河南省第二实验中学
- 河南省实验小学
- 河南省实验幼儿园

#### 直属中专学校
- 郑州测绘学校
- 河南省轻工业学校
- 郑州工业贸易学校
- 河南省工艺美术学校
- 河南省工业学校
- 河南省轻工业学校
- 河南省工业设计学校
- 河南省电子科技学校
- 洛阳铁路信息工程学院

#### 直属高校
- 河南工学院
- 河南机电职业学院
- 河南经贸职业学院
- 河南地矿职业学院
- 河南轻工职业学院
- 河南测绘职业学院
- 河南应用技术职业学院
- 河南艺术职业学院

## 历任领导[7]
| 省教育厅厅长（1949年5月-1968年） - 张柏园（1949年5月-1954年5月） - 高镇五（1954年5月-1961年3月） - 王锡璋（1961年3月-1968年1月） 省教育厅厅长（1979年9月-1986年3月） - 王锡璋（1979年9月-1983年4月） - 曾宪荣（1983年4月-1986年2月） 省教育委员会主任（1986年-2000年） - 于友先（1986年3月-1990年） - 徐玉坤（1990年-1992年） - 亓国瑞（1992年-1997年） - 王日新（1997年-2000年8月） | 省教育厅厅长（2000年8月至今） - 王日新（2000年8月-2003年2月） - 蒋笃运（2003年2月-2011年3月） - 王艳玲（2011年5月-2013年3月） - 朱清孟（2013年3月-2018年11月） - 郑邦山（2018年11月-2021年9月） - 宋争辉（2021年9月-2022年11月） - 毛杰（2022年11月-） |